# 23 мая
23 мая — 143-й день года (144-й в високосные годы) по григорианскому календарю.
До конца года остаётся 222 дня.
До 15 октября 1582 года — 23 мая по юлианскому календарю, с 15 октября 1582 года — 23 мая по григорианскому календарю.
В XX и XXI веках соответствует 10 мая по юлианскому календарю.

## Праздники и памятные дни

### Международные
- ООН — Международный день по искоренению акушерских свищей[2].
- Международный день спортивной борьбы[3].

### Национальные
- Азербайджан — День работников Министерства экологии и природных ресурсов[4];
- Азербайджан — День декларации Баба (Бахаи);
- Грузия — День святого апостола Симона Кананита.
- Таджикистан — День молодёжи.
- Ямайка — День труда[5].

### Религиозные
Православие
- Память апостола Симона Зилота (I);
- память святителя Симона Печерского, епископа Владимирского и Суздальского (1226);
- память блаженного Симона, Христа ради юродивого, Юрьевецкого (XVI);
- память мучеников Алфия, Филадельфа, Киприана (Кирина), Онисима, Еразма и иных (251);
- память мученика Исихия Антиохийского (IV);
- память преподобной Исидоры юродивой, Тавенской (IV);
- память блаженной Таисии Египетской (V);
- память преподобного Додо Давидо-Гареджийского (596) (переходящее празднование в 2018 году);
- празднование в честь Киево-Братской иконы Божией Матери (1654).

### Именины
- Православные: Анисим (Онисим), Василий, Семён, Сидор, Таисия.

## События

### До XIX века
- 844 — легендарная битва при Клавихо.
- 1040 — началась битва при Данданакане, положившая начало продвижению сельджуков в Передней Азии.
- 1498 — на площади Синьории во Флоренции повешен Джироламо Савонарола.
- 1533 — брак короля Англии Генриха VIII и Екатерины Арагонской был аннулирован архиепископом Кентерберийским Томасом Кранмером. 11 июля папа римский Климент VII отлучил Генриха от церкви.
- 1568 — битва при Гейлигерлее, первое сражение Восьмидесятилетней войны.
- 1592 — в Венеции инквизицией арестован философ Джордано Бруно, обвинённый в ереси.
- 1618 — Вторая пражская дефенестрация, что считается началом Тридцатилетней войны.
- 1666 — по решению Собора православной церкви расстрижен и предан церковному проклятию протопоп Аввакум Петров. Начало церковного раскола на Руси.
- 1706 — Война за испанское наследство: битва при Рамильи.
- 1788 — Южная Каролина стала восьмым штатом, ратифицировавшим Конституцию США.
- 1793 — Война первой коалиции: сражение при Фамаре.

### XIX век
- 1862 — Гражданская война в США: сражение при Фронт-Ройале.
- 1863 — 38-летний Фердинанд Лассаль основал в Лейпциге Всеобщий германский рабочий союз.
- 1873 — первое представление пьесы «Снегурочка» Александра Островского в Москве, музыка Петра Чайковского.
- 1877 — провозглашение полной независимости Румынского княжества от Турции.

### XX век
- 1904 — в Вене открылся первый чемпионат мира по греко-римской (классической) борьбе.
- 1907 — Пётр Столыпин в Госдуме заявил: «Им нужны великие потрясения, нам нужна великая Россия»[8].
- 1915 — Италия объявила войну Австро-Венгрии и вступила в Первую мировую войну.
- 1922
  - В Петрограде создана пионерская организация.
  - Уолт Дисней создал свою первую компанию «Лаф-о-Грам Филмз», которая вскоре прогорела.
- 1924 — в Москве открылся XIII съезд РКП(б).
- 1925 — в Грузии началось радиовещание.
- 1928 — старт экспедиции на дирижабле «Италия» к Северному полюсу Земли.
- 1930 — своим первым орденом Ленина награждена газета «Комсомольская правда».
- 1934
  - Первый полёт экспериментальной крылатой ракеты, спроектированной под руководством С. П. Королёва в ГИРД, оснащённой ГРД.
  - В Луизиане застрелены грабители банков Бонни и Клайд.
- 1938 — убийство Евгения Коновальца агентом НКВД Павлом Судоплатовым.
- 1944 — тяжёлое сражение болгарских партизан при Батулии.
- 1945
  - Вторая мировая война: арестовано и де-факто прекратило существование Фленсбургское правительство.
  - Вторая мировая война: Генрих Гиммлер отравился цианистым калием.
- 1948 — в Литве закончена двухдневная операция по депортации бывших «лесных братьев», их пособников и членов их семей (операция «Весна»).
- 1949 — вступил в силу Основной закон ФРГ (конституция); таким образом, была провозглашена Федеративная республика Германия.
- 1951 — подписано Соглашение по мирному освобождению Тибета.
- 1969 — группа «The Who» выпустила рок-оперу «Tommy» в Великобритании[9].
- 1971 — в Риеке (остров Крк, Югославия) при заходе на посадку разбился Ту-134 компании Aviogenex. Погибли 78 человек. Первая катастрофа за время пассажирской эксплуатации Ту-134.
- 1974 — в районе Киева при заходе на посадку разбился Як-40 Аэрофлота. Погибли 29 человек.
- 1978 — в Московской области потерпел катастрофу Ту-144Д. Погибли 2 человека. Прекращаются пассажирские перевозки на Ту-144.

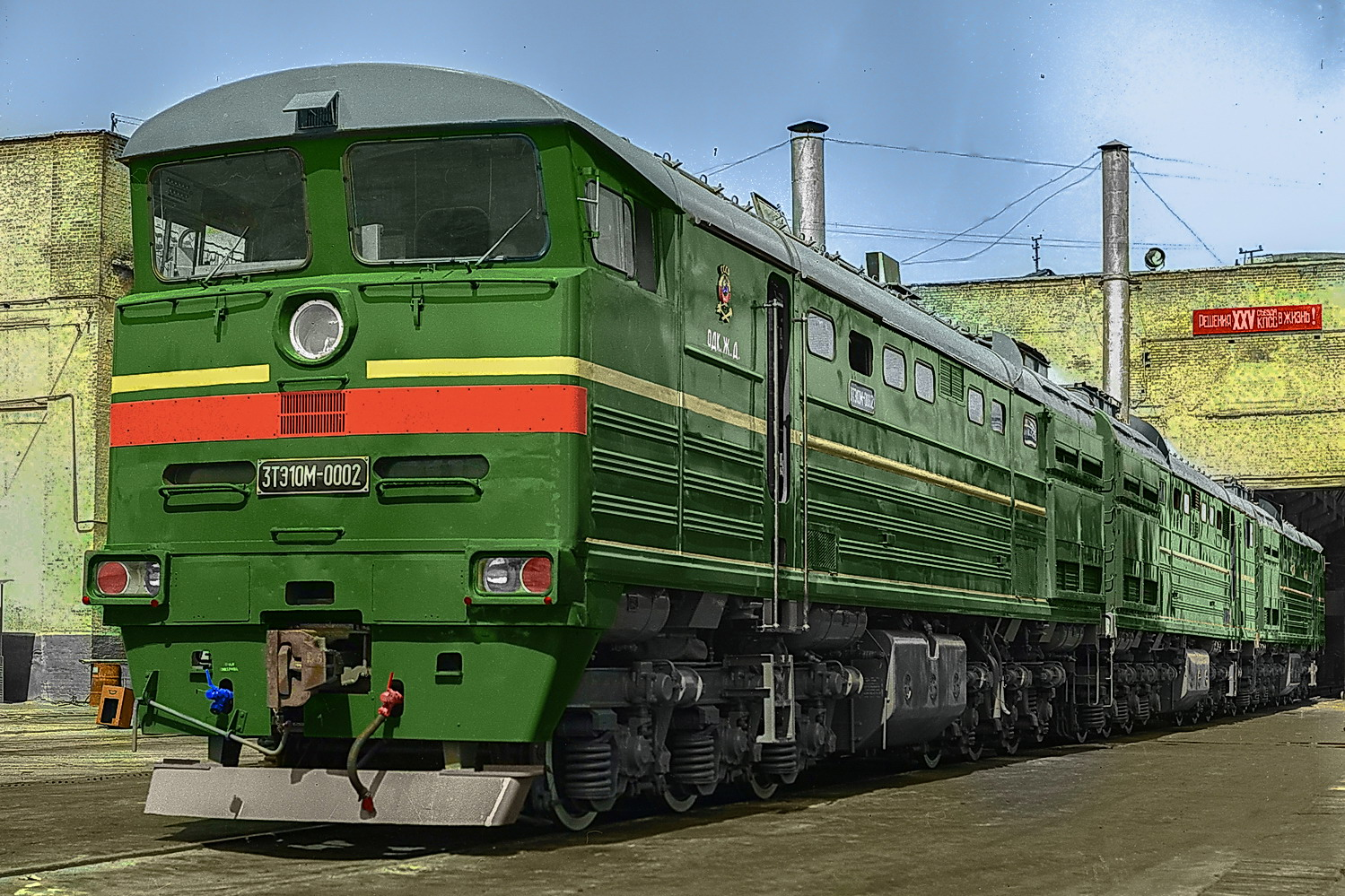
Тепловоз 3ТЭ10М

- 1979 — утверждён к выпуску грузовой тепловоз 3ТЭ10М с суммарной мощностью дизельных двигателей 9000 л. с.
- 1980 — в США на экраны вышел фильм Стэнли Кубрика «Сияние», поставленный по роману Стивена Кинга.
- 1985 — в США женщина, проходившая лечение от бесплодия, родила семь близнецов. Лишь трое из новорождённых остались в живых, но все имели медицинские отклонения от нормы. Это была одна из первых крупных неудач методики «ребёнок из пробирки».
- 1987 — в СССР прекратили глушить радиостанции «Голос Америки» и Би-би-си.
- 1988 — прощание Мишеля Платини с большим футболом.
- 1991 — в Ленинграде при заходе на посадку разбился Ту-154 Аэрофлота, выполнявший рейс Сухуми—Ленинград. Погибли 15 человек.
- 1992
  - Подписан Лиссабонский протокол о сокращении стратегических наступательных вооружений стран СНГ.
  - На Сицилии местной мафией убит судья Джованни Фальконе. Также в результате взрыва погибла жена Фальконе и три телохранителя.
- 1994 — фильм Квентина Тарантино «Криминальное чтиво» завоевал «Золотую пальмовую ветвь» в Каннах.
- 1995 — компания Sun официально представила Java и HotJava на выставке SunWorld '95.
- 2000
  - американский рэпер Эминем выпустил свой третий альбом The Marshall Mathers LP.
  - Бьорк за свою дебютную роль в фильме «Танцующая во тьме» получила в Каннах звание лучшей актрисы.

### XXI век
- 2004 — рухнула крыша терминала Е2 международного аэропорта «Париж — Шарль-де-Голль». Погибли 4 человека.
- 2005 -    коллапс на подстанции ''Чагино'', которая сгорела из-за перегрузок в результате возгорания трансформатора.
- 2008 — открыта станция Киевского метрополитена «Красный хутор».
- 2021
  - Обрушение канатной дороги на горе Моттароне в Италии унесло жизни 14 человек.
  - Инцидент с посадкой Boeing 737 в Минске.
- 2022 — новым премьер-министром Австралии стал Энтони Албаниз, лидер победившей на парламентских выборах Австралийской лейбористской партии.

## Родились

### До XIX века
- 1052 — Филипп I (ум. 1108), король Франции (1060—1108), сын короля Генриха I и Анны Ярославны.
- 1654 — Никодемус Тессин Младший (ум. 1728), шведский архитектор, украсивший Стокгольм пышными дворцами.
- 1707 — Карл Линней (ум. 1778), шведский естествоиспытатель, создатель системы классификации растительного и животного мира, первый президент Шведской АН.
- 1729 — Джузеппе Парини (ум. 1799), итальянский поэт, представитель итальянского просветительского классицизма.
- 1734 — Франц Антон Месмер (ум. 1815), австрийский врач, предшественник методов современного гипноза.
- 1790 — Жюль Дюмон-Дюрвиль (погиб в 1842), французский мореплаватель, исследователь Тихого океана.

### XIX век
- 1805 — Иоганн Генрих Буфф (ум. 1878), немецкий химик и физик, педагог, член Баварской и Гёттингенской академий наук.
- 1810 — Маргарет Фуллер (ум. 1850), американская журналистка и писательница.
- 1823 — Анте Старчевич (ум. 1896), австро-венгерский политик и писатель, один из основателей Хорватской партии права.
- 1837 — Юзеф Венявский (ум. 1912), польский композитор и пианист, профессор Московской и Брюссельской консерваторий.
- 1842 — Мария Конопницкая (ум. 1910), польская писательница, автор баллад и песен, литературный критик, публицист.
- 1843 — Евгений Алексеев (ум. 1917), генерал-адъютант, адмирал, главнокомандующий русских войск в Порт-Артуре и Маньчжурии, наместник на Дальнем Востоке.
- 1844 — Абдул-Баха (урожд. Аббас-эфенди; ум. 1921), иранский религиозный деятель, один из основателей веры бахаи.
- 1848
  - Константин Варламов (ум. 1915), русский актёр, заслуженный артист Императорских театров.
  - Отто Лилиенталь (ум. 1896), немецкий инженер, один из пионеров авиации, объяснивший причины парения птиц.
- 1861 — Николай Панов (ум. 1906), русский поэт.
- 1876 — Александр Кондратьев (ум. 1967), русский поэт, прозаик, переводчик и литературовед, эмигрант.
- 1883 — Дуглас Фэрбенкс (ум. 1939), американский актёр, звезда немого кино, первый президент Американской академии киноискусств, лауреат премии «Оскар».
- 1884 — Коррадо Джини (ум. 1965), итальянский статистик, социолог и экономист, один из ведущих теоретиков фашизма.
- 1885 — Николай Зубов (ум. 1960), русский советский океанолог, полярный исследователь, инженер-контр-адмирал.
- 1891 — Пер Фабиан Лагерквист (ум. 1974), шведский писатель, лауреат Нобелевской премии (1951).
- 1897 — Игорь Аничков (ум. 1978), русский советский лингвист, профессор.

### XX век
- 1906 — Георгий Кара-Мурза (погиб в 1945), советский историк-китаевед, синолог.
- 1908 — Джон Бардин (ум. 1991), американский физик, изобретатель транзистора, единственный в мире учёный — дважды лауреат Нобелевской премии в одной и той же номинации (по физике: 1956, 1972).
- 1914 — Сергей Сперанский (ум. 1983), советский архитектор, руководитель строительства знаковых зданий и сооружений Ленинграда.
- 1921
  - Анна Морозова (погибла в 1944), советская разведчица, подпольщица, Герой Советского Союза (посмертно).
  - Георгий Натансон (ум. 2017), советский и российский режиссёр театра и кино, сценарист, драматург, народный артист РФ.
  - Григорий Чухрай (ум. 2001), советский кинорежиссёр и сценарист (фильмы: «Сорок первый», «Баллада о солдате», «Чистое небо» и др.), народный артист СССР.
- 1925 — Джошуа Ледерберг (ум. 2008), американский генетик и биохимик, академик, лауреат Нобелевской премии (1958).
- 1928
  - Найджел Дэвенпорт (ум. 2013), английский актёр.
  - Розмари Клуни (ум. 2002), американская эстрадная певица и актриса, тётя актёра Джорджа Клуни.
- 1930 — Виталий Вульф (ум. 2011), советский и российский критик, театровед, телеведущий («Серебряный шар»).
- 1931
  - Юлиан Панич, советский и французский актёр театра и кино, кинорежиссёр, журналист.
  - Гунар Цилинский (наст. имя Гунарс Цилинскис; ум. 1992), латышский советский актёр театра и кино, кинорежиссёр, народный артист СССР.
- 1933 — Джоан Коллинз, английская актриса кино и телевидения, продюсер, писательница, обладательница «Золотого глобуса».
- 1934 — Роберт Муг (ум. 2005), американский изобретатель, создатель электронных музыкальных инструментов.
- 1938 — Вагрич Бахчанян (ум. 2009), советский и американский художник-график, мастер юмористического коллажа.
- 1940 — Жерар Ларрусс, французский автогонщик, двукратный победитель гонки «24 часа Ле Мана».
- 1945 — Михаил Багдасаров (ум. 2021), советский и российский артист цирка, дрессировщик хищников, заслуженный артист Армянской ССР, народный артист РФ.
- 1951 — Анатолий Карпов, советский и российский шахматист, 12-й чемпион мира.
- 1952 — Валерий Чаплыгин, советский велогонщик, олимпийский чемпион (1976), чемпион мира (1977).
- 1954 — Марвин Хаглер (ум. 2021), американский профессиональный боксёр, абсолютный чемпион мира в среднем весе.
- 1959
  - Лариса Гузеева, советская и российская актриса театра, кино и телевидения, телеведущая, заслуженная артистка РФ.
  - Олег Логвин, советский велогонщик, олимпийский чемпион (1980).
- 1966 — Гэри Робертс, канадский хоккеист, обладатель Кубка Стэнли (1989).
- 1967 — Фил Сэлуэй, барабанщик британской рок-группы Radiohead.
- 1972
  - Рубенс Баррикелло, бразильский автогонщик, бывший пилот «Формулы-1».
  - Найк Борзов, советский и российский рок-музыкант, поэт, певец, автор песен.
- 1974
  - Джуэл (Джуэл Килчер), американская певица.
  - Мануэла Швезиг, немецкая политическая деятельница.
- 1977
  - Илья Кулик, российский фигурист, олимпийский чемпион в одиночном катании (1998).
  - Евгений Родионов (убит в 1996), рядовой Российской армии, убитый в плену чеченскими боевиками.
- 1978 — Скотт Рэйнор, американский барабанщик (Blink-182).
- 1979 — Брайан Кэмпбелл, канадский хоккеист, обладатель Кубка Стэнли (2010).
- 1980 — Теофанис Гекас, греческий футболист.
- 1984 — Угу Алмейда, португальский футболист, призёр чемпионата Европы (2012).
- 1987 — Рихард Шмидт, немецкий спортсмен, олимпийский чемпион по академической гребле.
- 1996 — Катарина Альтхаус, немецкая прыгунья на лыжах с трамплина, многократная чемпионка мира.

## Скончались

### До XIX века
- 1125 — Генрих V (р. 1081), король Германии (1106—1125), император Священной Римской империи (1111—1125).
- 1498 — Джироламо Савонарола (р. 1452), итальянский монах, доминиканский проповедник, правитель Флоренции.
- 1627 — Луис де Гонгора-и-Арготе (р. 1561), испанский поэт эпохи барокко.

### XIX век
- 1801 — Пётр Талызин (р. 1767), генерал-лейтенант русской армии, участник заговора против императора Павла I.
- 1837 — Иоганн Вильгельм Хосфельд (р. 1768), немецкий лесовод, математик и педагог.
- 1841 — Франц Ксавер фон Баадер (р. 1765), немецкий философ и теолог.
- 1842 — Хосе де Эспронседа-и-Дельгадо (р. 1808), испанский поэт эпохи романтизма.
- 1847 — Фридрих Шмальц (р. 1781), немецкий и российский учёный в области сельского хозяйства.
- 1857 — Огюстен Луи Коши (р. 1789), французский математик, один из основоположников теории аналитических функций.
- 1860 — Уффо Даниэль Хорн (р. 1817), чешский поэт, прозаик и публицист.
- 1871 — погиб Ярослав Домбровский (р. 1836), польский и французский революционер и военачальник.
- 1876 — Янко Краль (р. 1822), словацкий поэт и деятель национально-освободительного движения.
- 1883 — Циприан Камиль Норвид (р. 1821), польский поэт, художник и скульптор.
- 1897 — убит Алеко Константинов (р. 1863), болгарский писатель, журналист, общественный деятель.

### XX век
- 1905 — казнён Иван Каляев (р. 1877), российский революционер-эсер.
- 1906 — Генрик Ибсен (р. 1828), норвежский драматург, поэт и публицист.
- 1915 — Пьер Мартен (р. 1824), французский металлург.
- 1921 — Август Нильссон (р. 1872), шведский легкоатлет и перетягиватель каната, чемпион летних Олимпийских игр (1900).
- 1934 — убиты:
  - Клайд Бэрроу (р. 1909), знаменитый американский гангстер;
  - Бонни Паркер (р. 1910), партнёрша Клайда Бэрроу.
- 1936 — Анри де Ренье (р. 1864), французский поэт и писатель, член Французской академии.
- 1937 — Джон Рокфеллер (р. 1839), американский промышленник, первый в мире долларовый миллиардер.
- 1938 — расстреляны:
  - Лайош Гавро (р. 1894), венгерский интернационалист, участник Гражданской войны в России;
  - Анатолий Рябов (р. 1894), эрзянский лингвист, общественный деятель, профессор, автор эрзянского алфавита на латинской основе.
- 1940
  - погиб Поль Низан (р. 1905), французский философ и писатель.
  - Андрей Римский-Корсаков (р. 1878), советский музыковед, философ, редактор.
- 1941 — Герберт Остин, барон Остин (р. 1866), английский инженер, автомобилестроитель, основатель компании Austin Motor Company.
- 1945 — покончил с собой Генрих Гиммлер (р. 1900), один из главных политических и военных деятелей нацистской Германии, рейхсфюрер СС.
- 1947 — Шарль Фердинанд Рамю (р. 1878), швейцарский писатель, поэт, либреттист.
- 1960 — Жорж Клод (р. 1870), французский инженер-химик, изобретатель.
- 1972 — Ричард Дэй (р. 1896), канадский художник-постановщик, 7-кратный лауреат премии «Оскар».
- 1980 — Лариса Александровская (р. 1904), оперная певица, народная артистка СССР.
- 1989 — Георгий Товстоногов (р. 1915), главный режиссёр Ленинградского Большого драматического театра, народный артист СССР.
- 1989 — Иосиф Шапиро (р. 1907), советский кинорежиссёр и сценарист.
- 1992
  - погиб Джованни Фальконе (р. 1939), итальянский магистрат, борец с Коза Нострой.
  - Атауальпа Юпанки (р. 1908), аргентинский певец, гитарист, собиратель фольклора и писатель.
- 1993 — Вениамин Дымшиц (р. 1910), советский государственный деятель, Герой Социалистического Труда.
- 1995 — Гавриил Качалин (р. 1911), советский футболист и тренер.
- 1996
  - погиб Кронид Любарский (р. 1934), советский политзаключённый, участник правозащитного движения, политэмигрант, член Московской Хельсинкской группы.
  - Евгений Родионов (р. 1977), рядовой российской армии, убитый в плену чеченскими боевиками.

### XXI век
- 2001 — Арсений Ворожейкин (р. 1912), советский лётчик-истребитель, дважды Герой Советского Союза.
- 2003 — Жан Янн (р. 1933), французский актёр и кинорежиссёр.
- 2010 — Михаил Шатров (р. 1932), советский и российский драматург и сценарист.
- 2014 — Николай Пастухов (р. 1923), актёр театра и кино, народный артист РСФСР.
- 2015 — Джон Форбс Нэш-младший (р. 1928), американский математик, лауреат Нобелевской премии по экономике (1994).
- 2017 — сэр Роджер Мур (р. 1927), британский киноактёр, сценарист и продюсер.
- 2025 — Себастьян Салгаду (р. 1944), бразильский фотограф, представитель документальной фотографии.

## Приметы
Симо́нов день. Симон Зилот. Земля-именинница.
- В этот день не производят никаких земляных работ, не пашут, не боронят, не сажают, не роют …[10].
- На Симона Зилота — Земля — именинница: грех пахать. (Ср.: «Семик — земля именинница[11], мать кормилица».
- В Духов день, в день Успения Богоматери, на Симона Зилота — Мать-Сыра Земля — именинница[12][13].
- Заповедь для всех — пахать грех!
- Кого мать сыра земля полюбит, тот голоден не будет.
- В этот день каждый человек должен земле-матушке поклониться, ну а бабы особый обряд выполнить.
- На апостола Симона копают коренья на зелье (южн.).
- В этот же день в некоторых местностях ищут клады, будучи уверены в том, что Зилот всегда помогал кладоискателям в их предприятиях.
- Клад добудешь, да домой не будешь.
- На что клад, коль в семье лад.
- В этот день Земля поглощает клятвопреступников и клеветников.